# Program Lunar Orbiter
Program Lunar Orbiter to seria 5 amerykańskich bezzałogowych sond księżycowych wystrzelonych w latach 1966–1967. Głównym celem misji tych sond było uzyskanie szczegółowych zdjęć powierzchni Księżyca, które pozwoliły wykonać szczegółowe mapy jego powierzchni. Sondy te szukały również potencjalnych lądowisk dla lądowników Apollo oraz badały księżycowe pole magnetyczne. Satelity te wynoszone były rakietami Atlas Agena D i działały średnio przez 11 miesięcy. Próbniki Lunar Orbiter prowadziły pomiary warunków lotu z Ziemi na Księżyc i z powrotem, szkodliwość promieniowania magnetycznego pasów Van Allena, promieniowania kosmicznego oraz zagrożenia meteorytami. W ciągu ponad 1 roku realizacji programu Lunar Orbiter zgromadzono materiał fotograficzny obejmujący 99% powierzchni Księżyca, wybrano 8 lądowisk dla przyszłych wypraw załogowych oraz zebrano informacje dotyczące pola grawitacyjnego Księżyca.

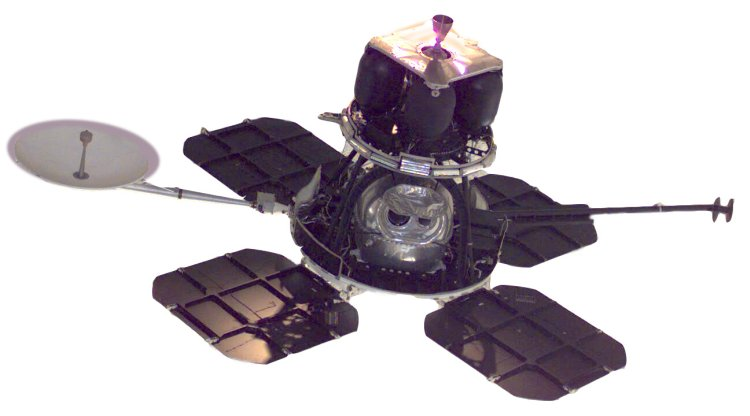
Lunar Orbiter (NASA)

## Budowa sondy
Na zdjęciu sondy zamieszczonym obok widać kamery telewizyjne (w centralnej części sondy), silnik rakietowy (nad kamerami), cztery tace baterii słonecznych, antenę radiową i wysięgnik anteny dookólnej. Obok wysięgnika znajdował się szukacz gwiazdy Kanopus (z białą końcówką), a za nim urządzenie nawigacji bezwładnościowej. Obręcz usytuowana poniżej zbiorników paliwa to detektor mikrometeoroidów. Pod płytą główną, na której umieszczone są m.in. kamery, znajdował się szukacz Słońca. Ciąg silnika Lunar Orbitera wynosił 445 N (45 kG) i pozwalał na swobodne zmiany prędkości sondy. Powyżej znajdował się pojemnik sprężonego gazu (azotu), przeznaczonego dla silników korygujących i drugi zbiornik paliwa dla silnika w górnej części obiektu, przeznaczonego do wielokrotnego uruchamiania w celu przeprowadzania poprawek trajektorii lotu sondy. Silnik ten był napędzany aerozyną 50 i tetratlenkiem diazotu. Masa startowa satelitów wynosiła 380–390 kg, na orbicie Księżyca ważyły one 270–280 kg. Pojazdy te miały wysokość 1,68 m oraz średnicę 1,52 m. Rozpiętość rozłożonych anten wynosiła 5,61 m, a wysięgników z bateriami słonecznymi 3,96 m. Po osiągnięciu orbity wokółksiężycowej, kamery obserwacyjne stale były zwrócone w kierunku powierzchni Księżyca.

## Misje programu

### Lunar Orbiter 1
- Wystrzelony: 10 sierpnia 1966 r.
- Wejście na orbitę Księżyca: 14 sierpnia 1966 r.
- Koniec misji: 29 października 1966 r.

### Lunar Orbiter 2
- Wystrzelony: 6 listopada 1966 r.
- Wejście na orbitę Księżyca: 10 listopada 1966 r.
- Koniec misji: 11 października 1967 r.

### Lunar Orbiter 3
- Wystrzelony: 5 lutego 1967 r.
- Wejście na orbitę Księżyca: 9 lutego 1967 r.
- Koniec misji: 9 października 1967 r.

### Lunar Orbiter 4
- Wystrzelony: 4 maja 1967 r.
- Wejście na orbitę Księżyca: 8 maja 1967 r.
- Koniec misji: 6 października 1967 r.

### Lunar Orbiter 5
- Wystrzelony: 1 sierpnia 1967 r.
- Wejście na orbitę Księżyca: 5 sierpnia 1967 r.
- Koniec misji: 31 stycznia 1968 r.